# B-V-kleurindex
De B-V-kleurindex is een kleurindex van het UBV-fotometrisch systeem die gebruikt kan worden om de spectraalklasse van sterren te bepalen.
Hete sterren stralen meer blauw licht uit dan koele sterren, die meer rood licht uitstralen. Door de magnitude van een ster in een blauw (B) filter en in een visueel (V) filter te bepalen en vervolgens de waarde V van de waarde B af te trekken, verkrijgt men de B-V-kleurindex. Hete sterren verschijnen zo links en koele sterren rechts in het Hertzsprung-Russelldiagram (preciezer:
in het kleur-magnitude-diagram).

Het Hertzsprung-Russelldiagram met de B-V-kleurindex op de X-as
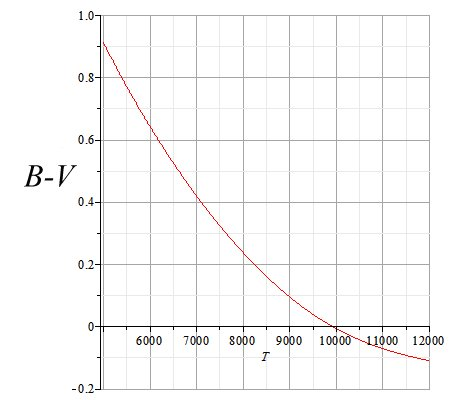
De kleurindex B-V als functie van de temperatuur